# Vicente Iranzo Enguita
Vicente Iranzo Enguita (Cella, 5 aprile 1889 – Madrid, 9 luglio 1961) è stato un politico spagnolo, tre volte ministro durante la seconda repubblica.

## Biografia
Nacque a Cella il 5 aprile 1889, e dopo aver effettuato gli studi secondari presso la scuola magistrale si laureò in legge e poi in medicina presso le Università di Saragozza e di Valencia. Dedicatosi alla professione di medico a tempo pieno ricoprì l'incarico di Presidente del Consiglio del Medici della provincia di Teruel che mantenne fino al 1934, quando fondò l'Unión Sanitaria, una organizzazione che occorpava i medici, farmacisti, veterinari e praticanti della provincia.
Dopo la caduta della dittatura fu eletto provvisoriamente governatore civile di Teruel il 14 aprile 1931, alla proclamazione della Seconda Repubblica. Nelle elezioni legislative del 1931 si presentò come indipendente in seno alla Agrupación al Servicio de la República patrocinata da José Ortega y Gasset, venendo eletto membro del Parlamento per la circoscrizione di Teruel.  Ministro della Marina (12 settembre-8 ottobre 1933) nel primo governo presieduto da Alejandro Lerroux, fu Ministro della Guerra  (8 ottobre-16 dicembre 1933) nel governo di Diego Martínez Barrio, i due ultimi governi del biennio riformista di Azaña.
Eletto nuovamente deputato nelle elezioni del 1933, tra il 28 aprile e il 4 ottobre 1934 ricoprì l'incarico di Ministro dell'Industria e del Commercio nel gabinetto presieduto da Ricardo Samper Ibáñez, l'ultimo prima dell'entrata della CEDA. nel governo spagnolo. Non risultando eletto nelle elezioni legislative del febbraio 1936 che videro il trionfo del Frente Popular lasciò l'attività politica e ritorno definitivamente alla sua attività professionale. Fu membro della Massoneria. Si spense a Madrid il 9 luglio 1961 e il suo corpo fu seppellito nel cimitero de La Almudena.